# Ernest Morace
Ernest Morace (1767-1808) est un graveur napolitain, ayant notamment fait carrière à Paris.

## Biographie
Né Ernest Léopold Antoine Joseph Raphaël Morace à Naples le 14 juin 1767, il entre en 1774 à la Hohe Karlsschule, l'académie militaire fondée en 1770 par le prince Charles-Eugène, duc de Wurthemberg.
Il devient l'élève de Johann Gotthard von Müller (1747-1830) et se perfectionne à l'art du burin. En 1797, on le trouve à Naples.
D'après la plupart des sources, il séjourne à Paris avant et après la Révolution française. C'est dans la capitale française qu'il produit une grande partie de ses estampes.
Marié en 1807, il meurt moins d'un an plus tard à Paris, le 29 mars 1808 à l'âge de 40 ans.

## Œuvre

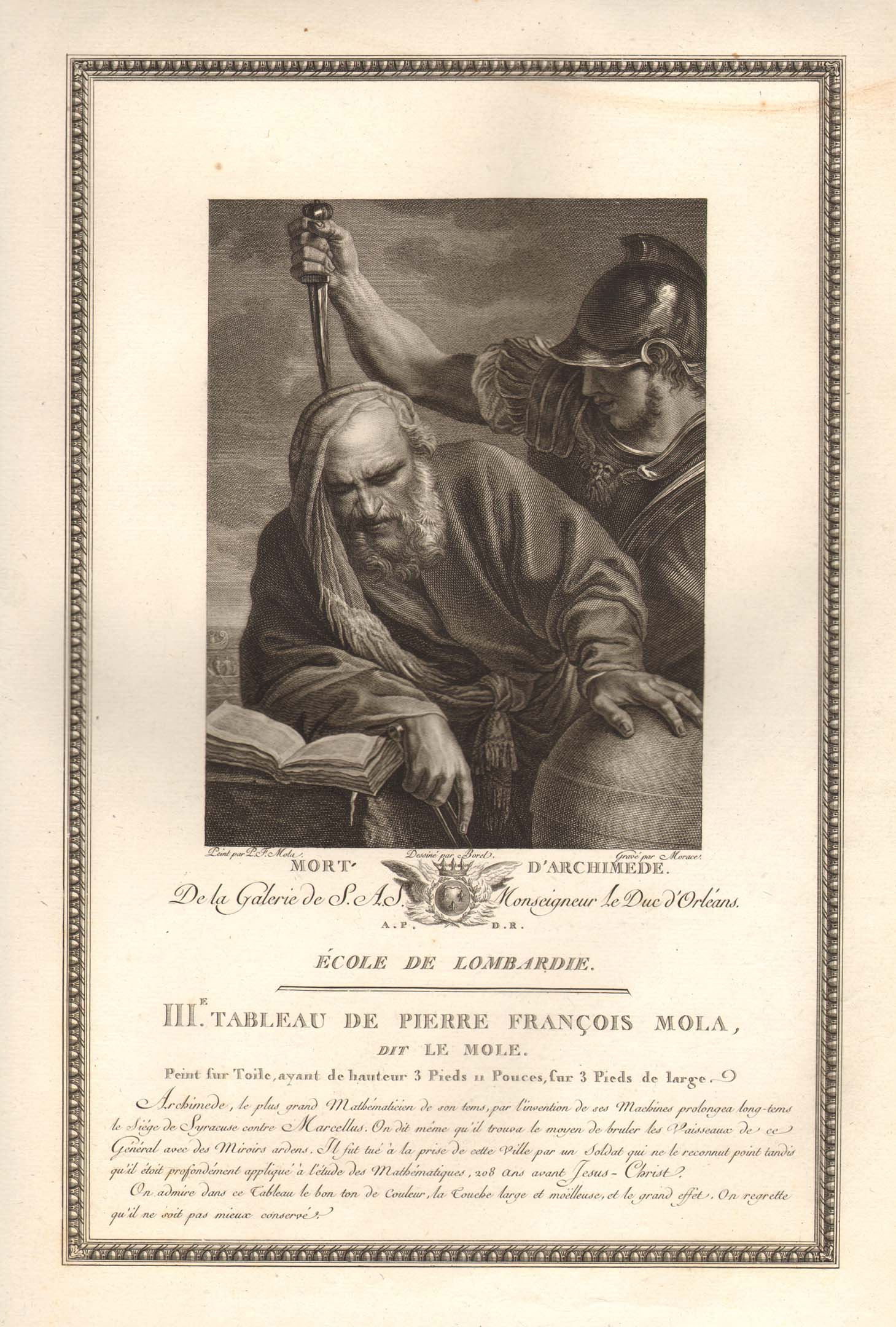
La Mort d'Archimède de Pier Francesco Mola vue par Morace pour la Galerie du Palais Royal.

Morace collabore à la Galerie du Palais Royal initiée par Jacques Couché dès 1786, en interprétant entre autres un tableau de Pier Francesco Mola. En 1789, paraît la Galerie de Florence dirigé par Jean-Baptiste Wicar auquel il participe. En 1791, il traduit un portrait d'August Friedrich Oelenhainz représentant Christian Friedrich Daniel Schubart qui le mentionne comme graveur du duc de Wurtemberg. En 1799, paraît à Nuremberg, chez Johann Friedrich Frauenholz un portrait de Horatio Nelson ; d'autres portraits suivent chez ce même éditeur dont celui d'Angelica Kauffmann d'après Joshua Reynolds. Par la suite, il travaille sur le recueil du Musée français initié par Robillard-Péronville et Pierre-François Laurent.